# Chauliocheilos saxatilis
Chauliocheilos saxatilis – gatunek słodkowodnej ryby sumokształtnej z rodziny zbrojnikowatych (Loricariidae), jedyny przedstawiciel rodzaju Chauliocheilos. Opisany naukowo w 2014.

## Występowanie
Zasięg występowania tego gatunku obejmuje rzekę Itamarandiba w dorzeczu Jequitinhonha w Minas Gerais w południowej Brazylii. Gatunek odkryto w strumieniu górnego biegu rzeki Itamarandiba.

## Etymologia
Nazwa rodzajowa Chauliocheilos pochodzi z połączenia greckich słów chaulios (rzucającego się w oczy, wybitnego, znacznego) i cheilos (wargi), w odniesieniu do wyrostka wargowego. Epitet gatunkowy saxatilis – z łacińskiego przymiotnika saxatilis, co oznacza, że żyje na skałach – nawiązuje do mikrośrodowiska, w którym ryby zostały złowione.

## Cechy charakterystyczne
Od innych zbrojników Ch. saxatilis odróżnia przede wszystkim charakterystyczny wyrostek na dolnej wardze, dwie dodatkowe serie kostnych płytek na bokach ciała oraz kilka innych cech anatomicznych.
Ryba ta osiąga ok. 5 cm długości standardowej (SL).